# 聖雅各伯鎮區 (伊利諾伊州麥迪遜縣)
聖雅各伯鎮區（英語：St. Jacob Township）是位於美國伊利諾伊州麥迪遜縣的一個行政鎮區。

## 地方資料
根據2010年美國人口普查的數據，聖雅各伯鎮區的面積為93.10平方千米，當中陸地面積為92.90平方千米，而水域面積為0.20平方千米。當地共有人口2684人，而人口密度為每平方千米28.83人。